# Russische Kapelle (Darmstadt)

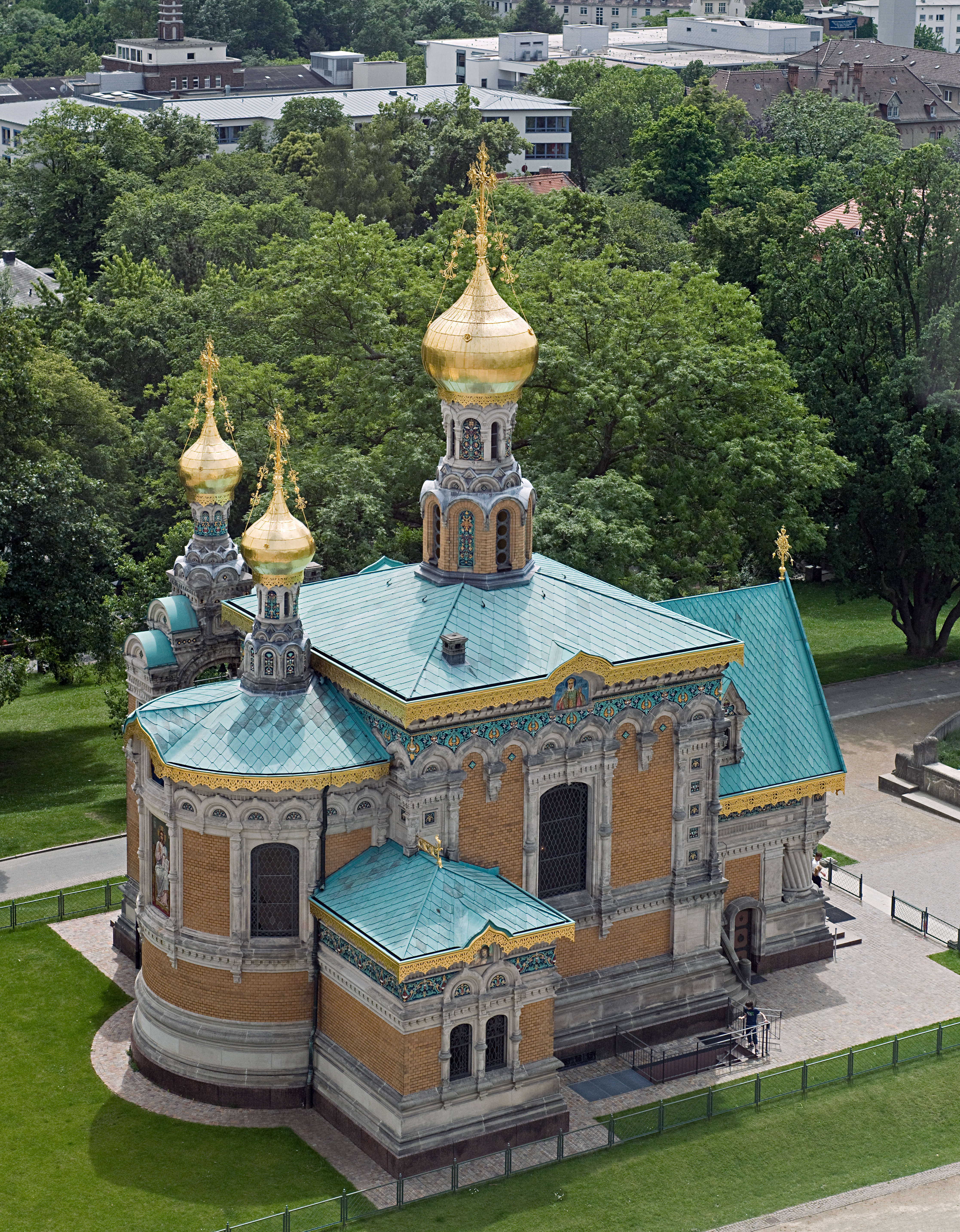
Die Russische Kapelle in Darmstadt

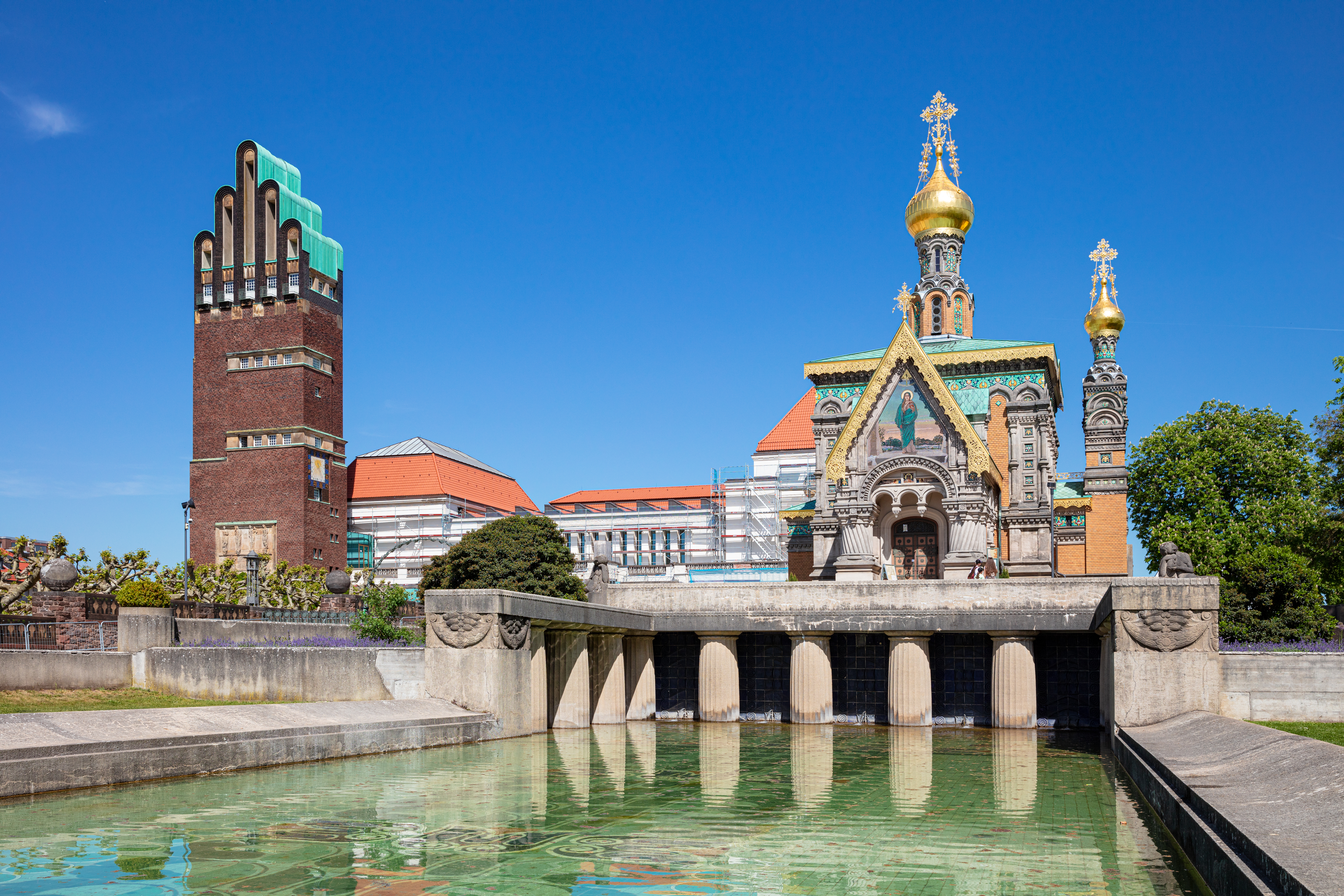
Russische Kapelle mit Lilienbecken und Hochzeitsturm (links)

Die Russische Kapelle auf der Mathildenhöhe in Darmstadt ist der Heiligen Maria Magdalena geweiht.

## Geschichte
Der Sakralbau wurde in den Jahren von 1897 bis 1899 nach Plänen des Petersburger Architekten Léon N. Benois (eigentlich Leonti Nikolajewitsch Benois), einem Großvater Peter Ustinovs, errichtet. Das zwischen verschiedenen Jugendstilgebäuden auf importierter russischer Erde errichtete Gotteshaus, in dem bis zum heutigen Tag orthodoxe Gottesdienste stattfinden, ist im Stil russischer Kirchen des 16. Jahrhunderts gehalten.
Auftraggeber war der russische Zar Nikolaus II. von Russland, der bei Besuchen in der Heimat der Zarin Alexandra, gebürtige Prinzessin Alix von Hessen-Darmstadt, nicht auf ein eigenes Gotteshaus für seine Familie und seinen Hofstaat verzichten mochte. Die Kosten in Höhe von rund 400.000 Mark wurden aus dem Privatvermögen des Zaren bestritten.
Das Innere des Gotteshauses ist unter anderem mit Mosaikarbeiten und Ausmalungen nach Entwürfen des russischen Malers Wiktor Michailowitsch Wasnezow ausgeschmückt. Diese Arbeiten waren erst 1903 vollendet.
Die Kapelle wurde von 2005 bis 2008 für 1,1 Millionen Euro restauriert. Léon Benois lieferte den Entwurf für eine ähnliche Russische Kapelle in Bad Homburg vor der Höhe. Vor der Kirche befindet sich eine im Jahre 1914 im Jugendstil erbaute Brunnenanlage, die aus Anlass der vierten Ausstellung der Darmstädter Künstlerkolonie nach einem Entwurf von Albin Müller mit Figuren von Bernhard Hoetger errichtet wurde.
1918 ging die ursprüngliche Hofkapelle in den Besitz der Russisch-Orthodoxen Diözese über.
Im Jahre 1914 wurde die Kapelle geschlossen, und es wurden die Vergoldung der Turmdächer, die Vergoldung der Kreuzaufsätze, die Dacheindeckung aus Kupfer, die Kupferrinne, die Kupfereinfassung, fünf Glocken, vier bemalte Fenster und die vergoldete schmiedeeiserne Altartür entfernt.
Nach dem Zweiten Weltkrieg wurde das Glockenspiel durch reparierte oder zugekaufte Glocken wiederhergestellt.
Diese Improvisation ergab aber kein harmonisches Glockenspiel.
Im Jahre 2019 wurden deshalb sieben neue Glocken von der russischen Glockengießerei Vera in Woronesch gekauft.
Die Gießerei Vera produziert Glocken mit dem speziellen Rostower Klang.
Die Glocken haben ein Gewicht von 550 kg, 230 kg, 190 kg, 42 kg, 25 kg, 18 kg und 10 kg.

## Galerie

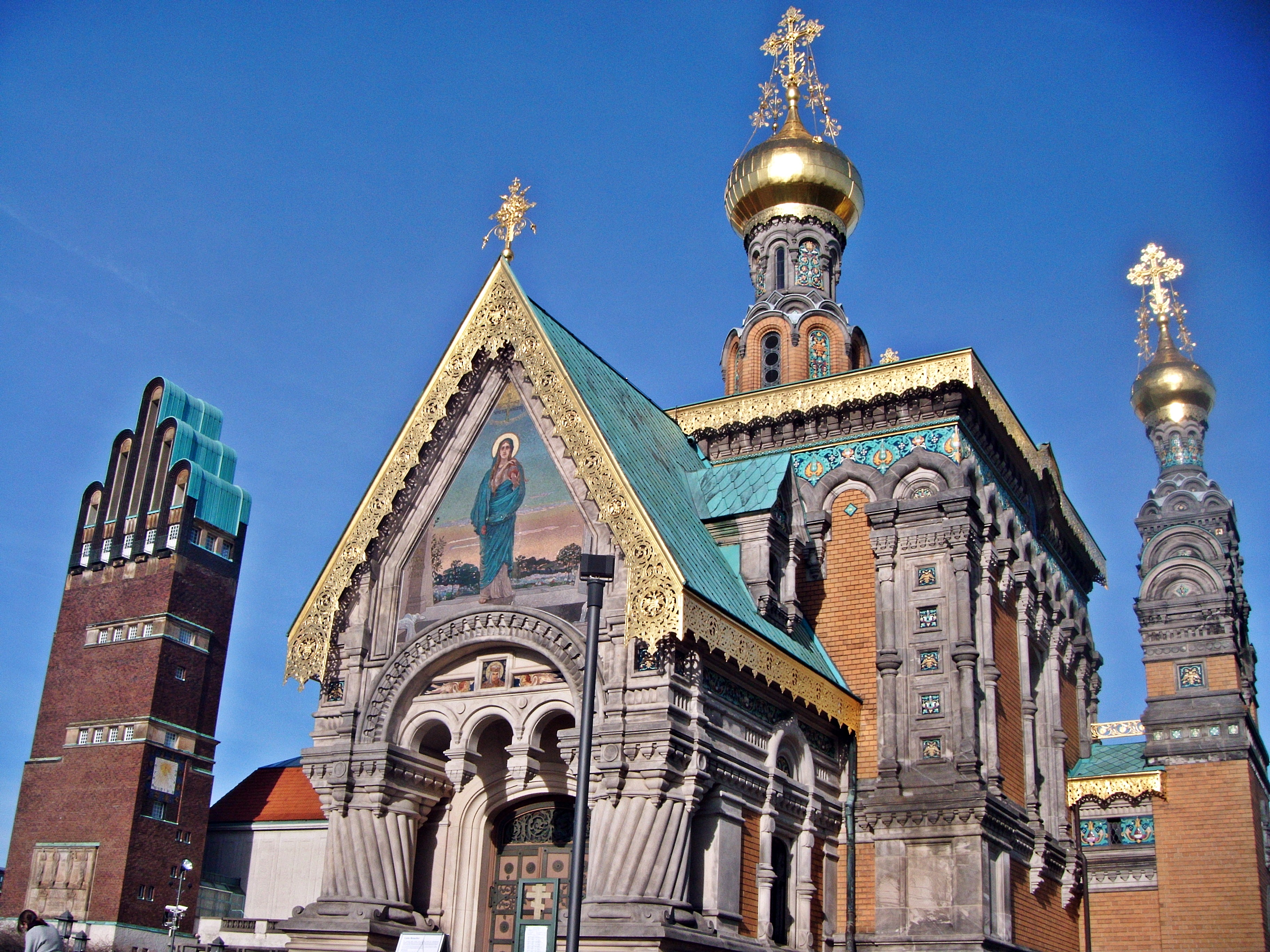
Russische Kapelle und Hochzeitsturm
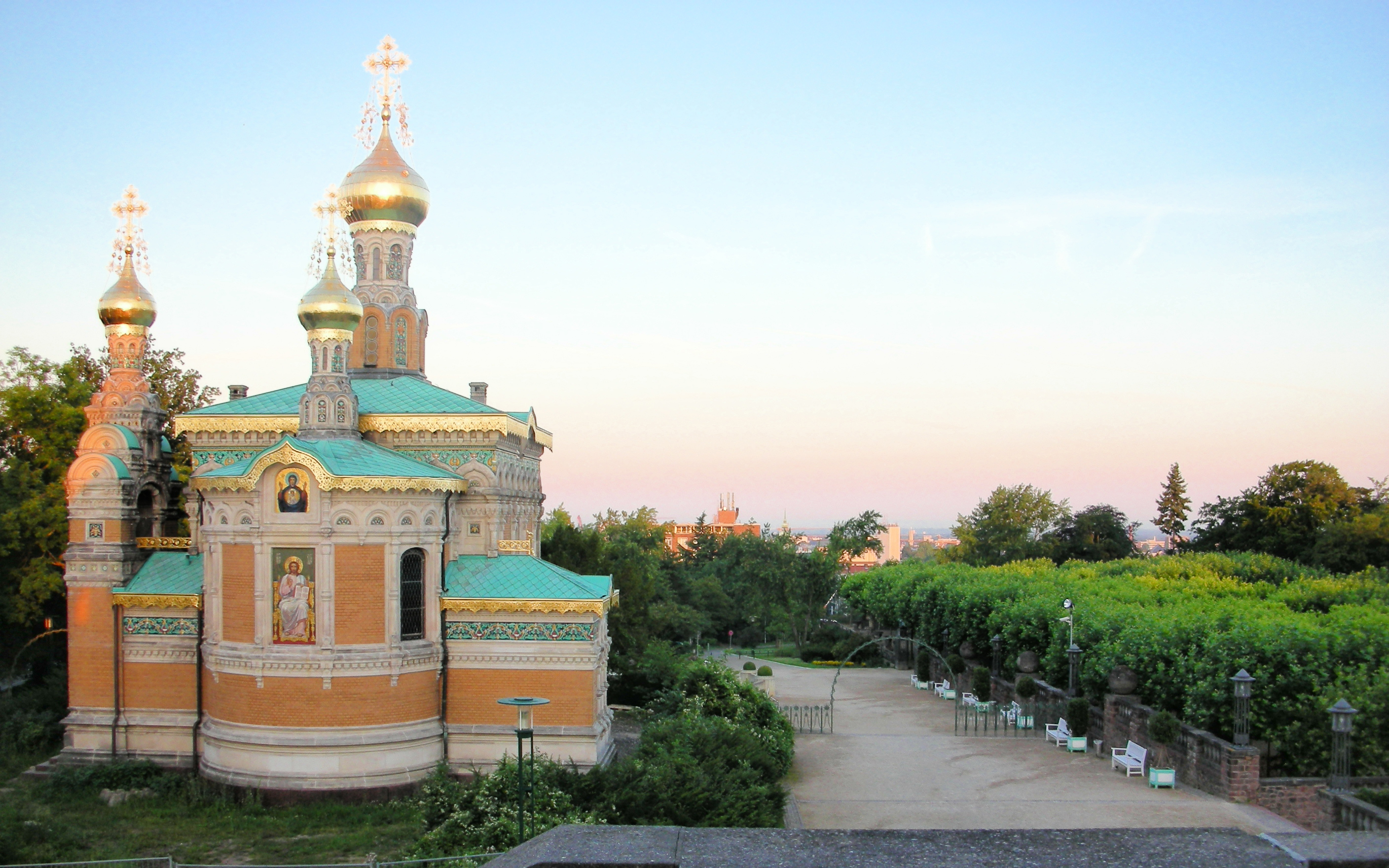
Russische Kapelle mit Platanenhain
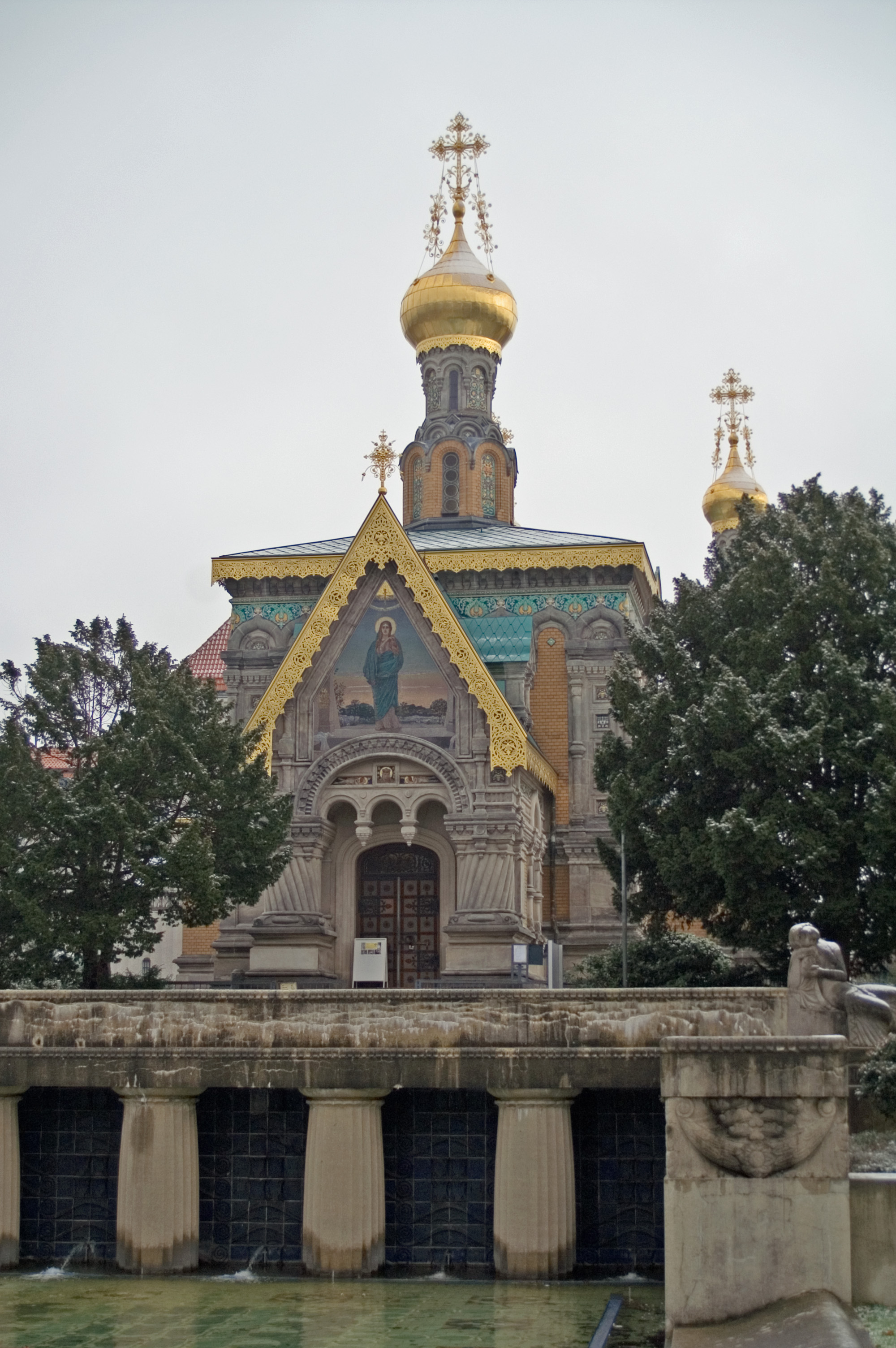
Portalansicht
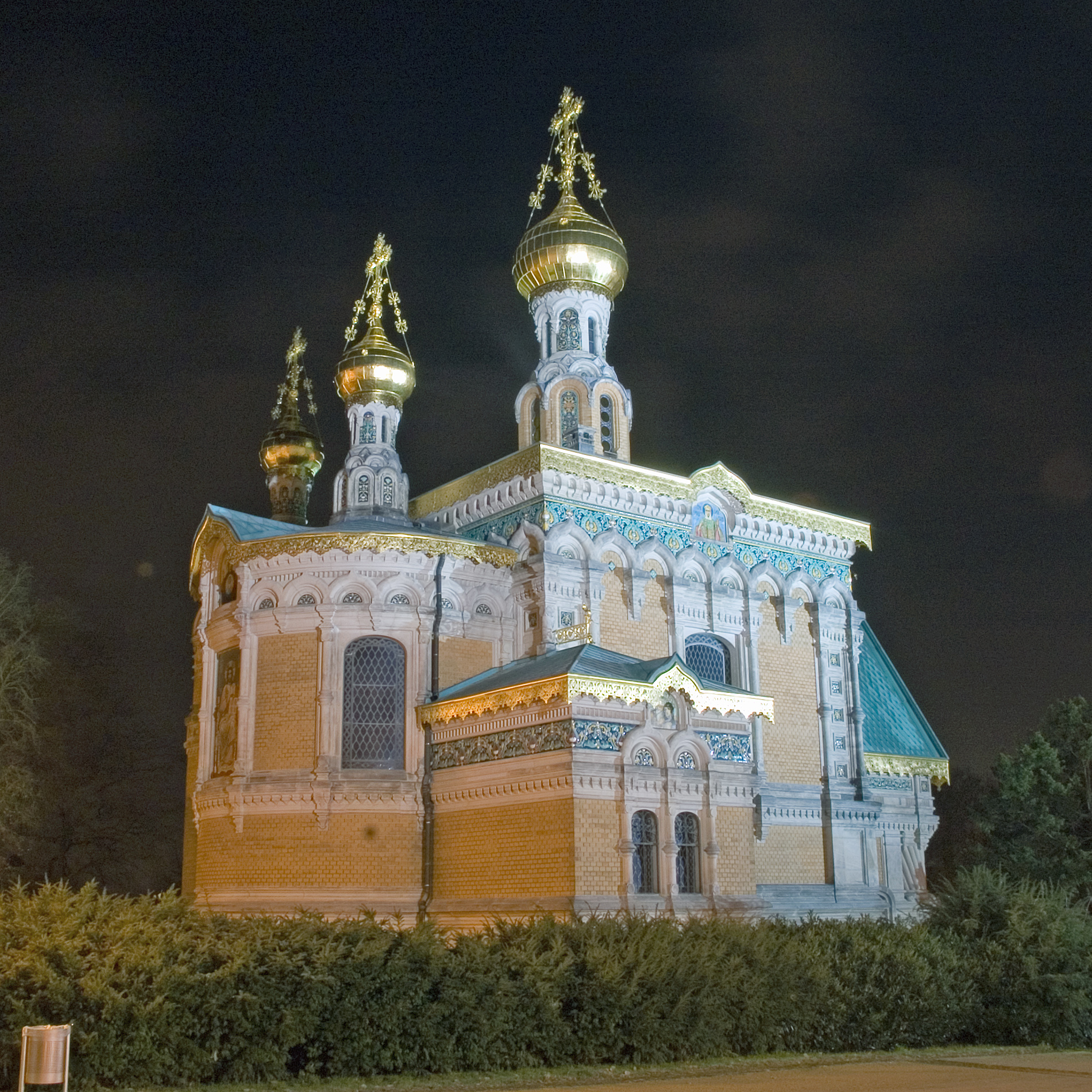
Bei Nacht
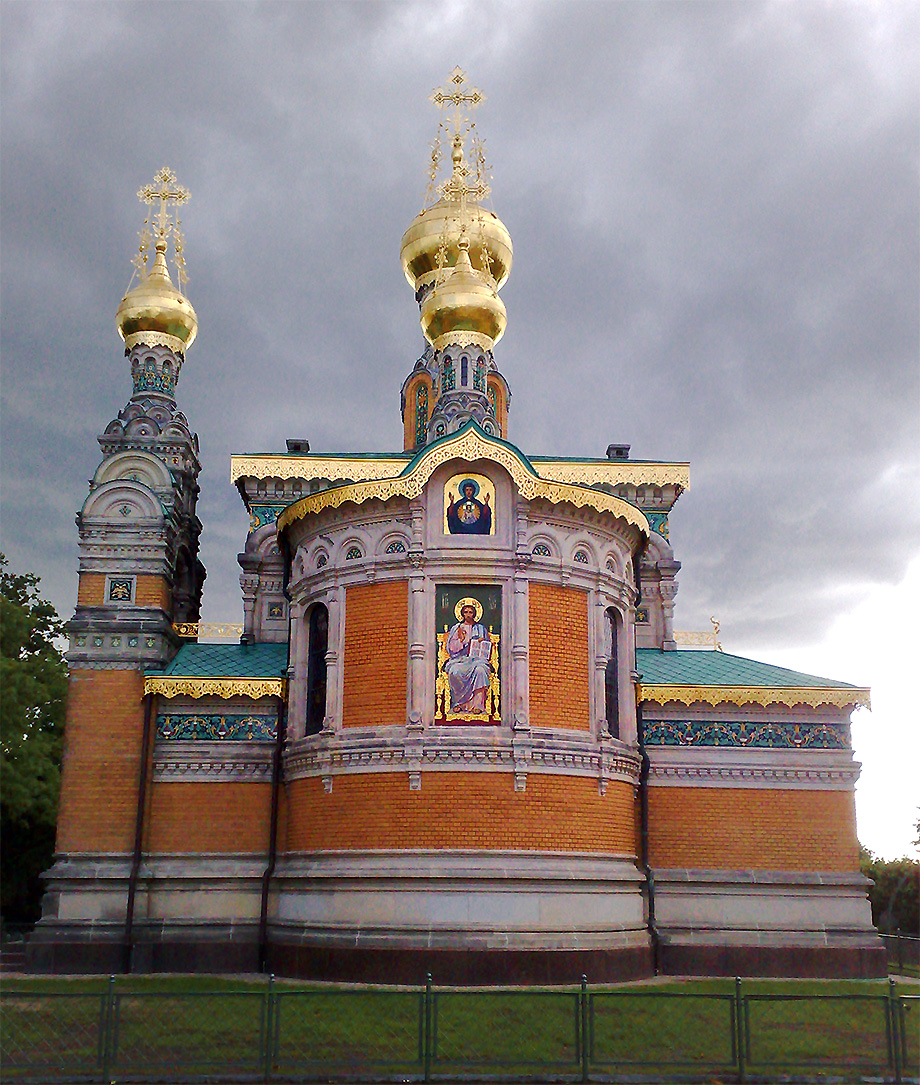
Ostseite mit Apsis
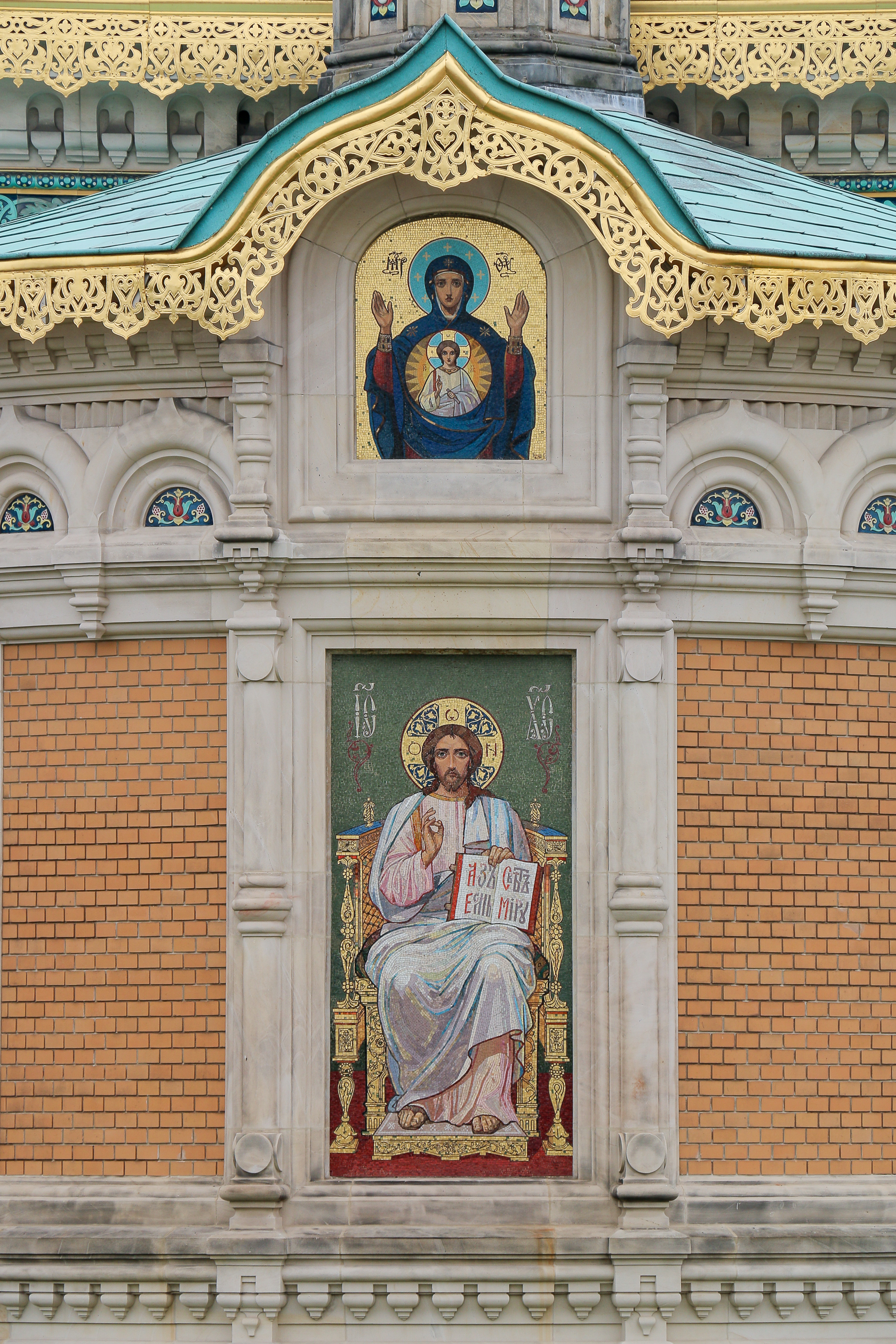
Mosaike an der Apsis
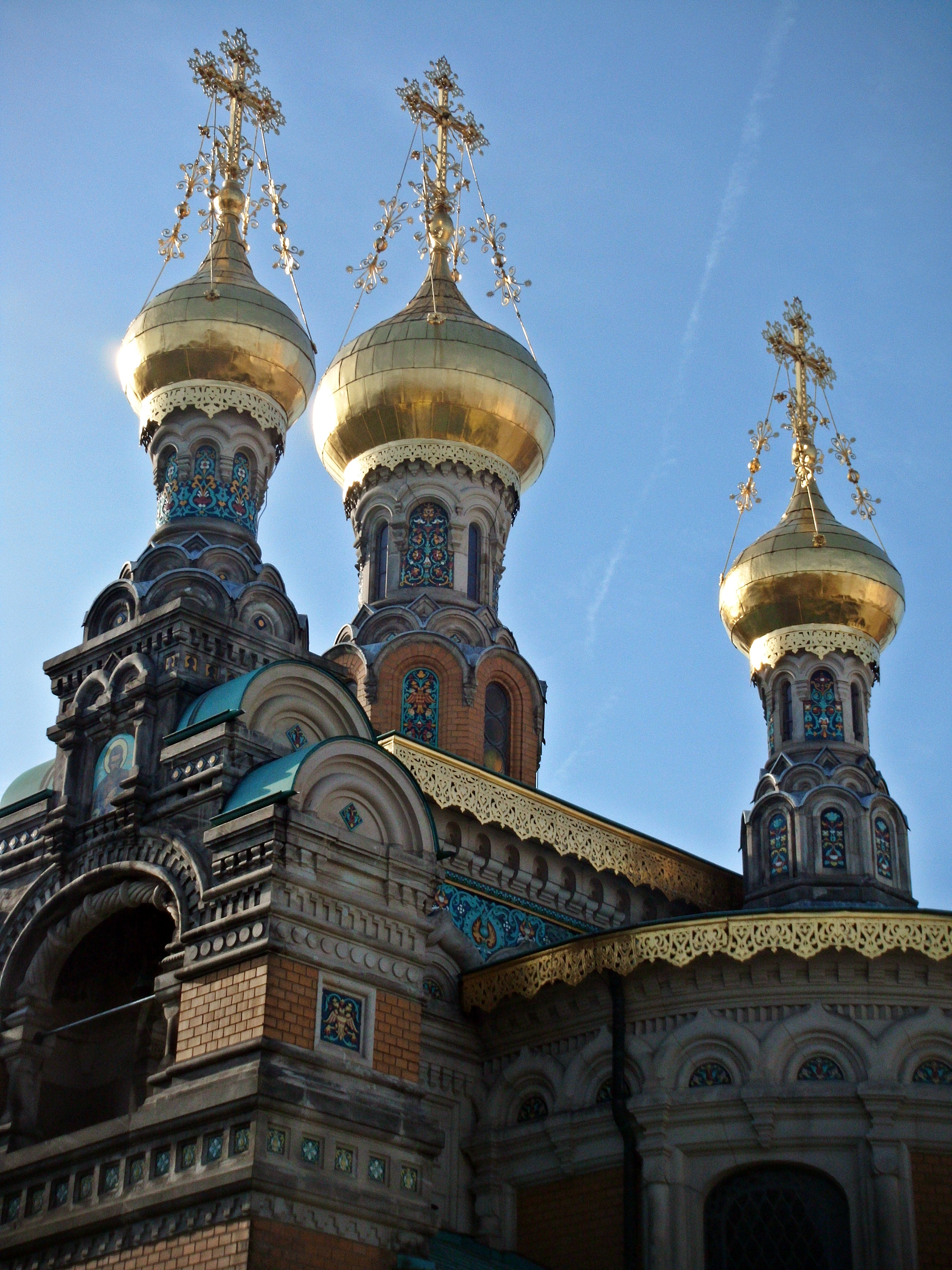
Die Kuppeln
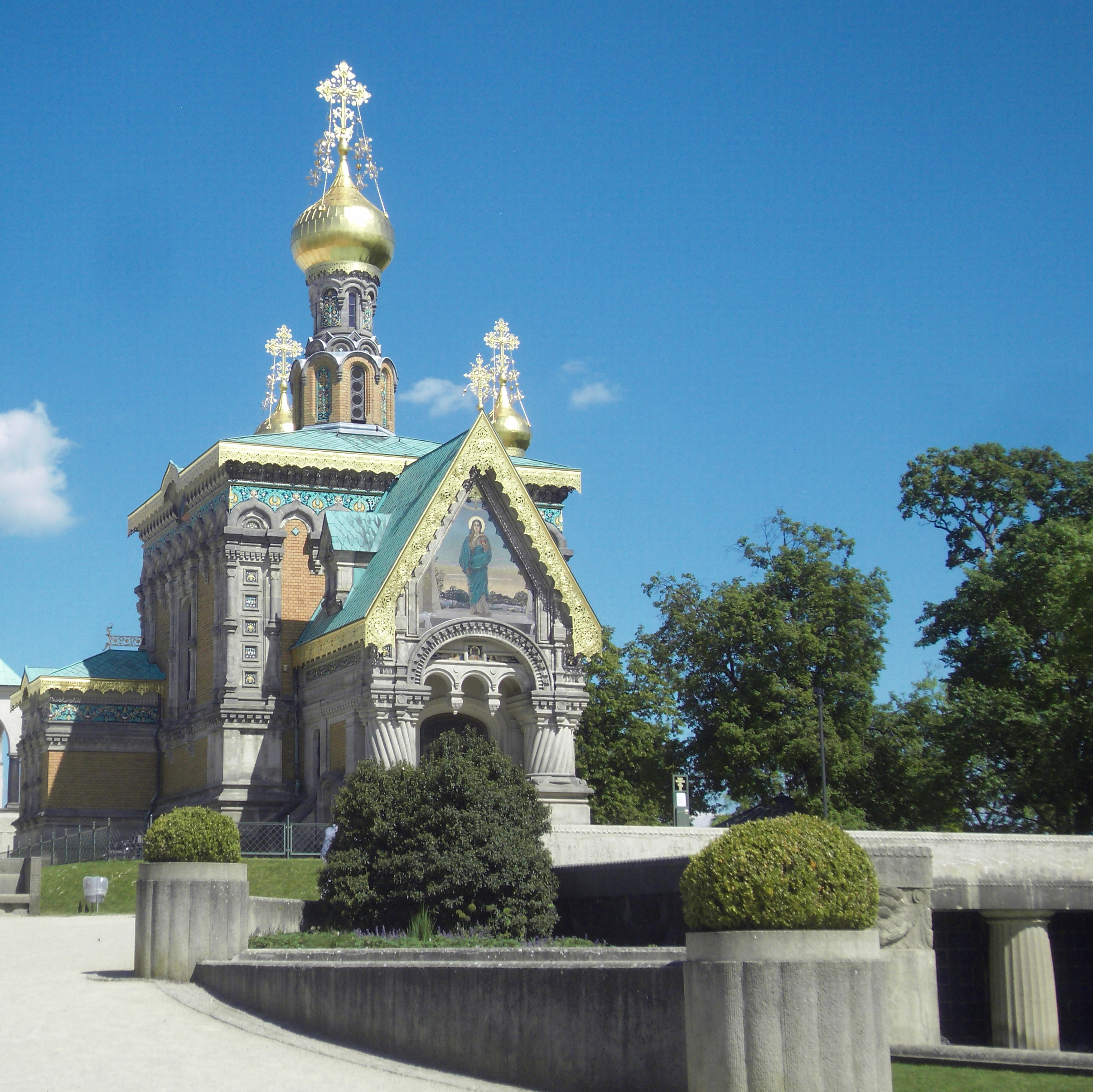
Westseite 2017
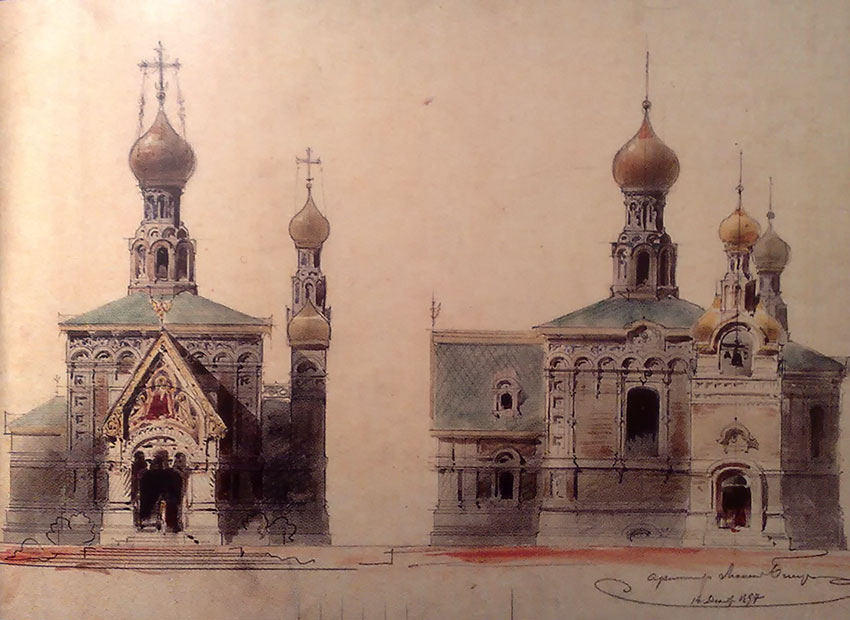
Entwurf der Kapelle von Léon Benois aus dem Jahr 1897